# Famille du Sartz de Vigneulles
La famille du Sartz de Vigneulles, anciennement de Vigneulles, est une famille subsistante de l'ancienne noblesse du duché Lorraine dont la filiation remonte à Didier de Vigneulles, sieur de Ménil-la-Tour, cité en 1516 et mort vers 1550.
Didier de Vigneulles eut deux fils : l'aîné, François, fut l'auteur d'une branche éteinte en Lorraine au XVIIe siècle et le cadet, Claude, fut l'auteur d'une branche fixée au XVIIe siècle au Luxembourg puis plus tard en Allemagne et subsistante de nos jours sous le nom du Sartz de Vigneulles.
La branche cadette a été reconnue noble en Prusse en 1827.
Les différentes branches de la famille de Vigneulles ont porté successivement les noms de Vigneulles, de Vigneulles du Sart, du Sart de Vigneulles et du Sartz de Vigneulles.

## Origine
La famille de Vigneulles est sans doute originaire de Vigneulles-lès-Hattonchâtel dans le département actuel de la Meuse. Sa filiation suivie remonte à Didier (alias Didier-Robert) de Vigneulles († vers 1550), sieur en partie de Ménil-la-Tour à la suite de son mariage avec Catherine de Barisey,,.
Didier-Robert de Vigneulles est cité dans un acte de 1516 : « vente par Didier-Robert de Vigneulles et sa femme Catherine, fille de feu Lowion de Barisey, au chapitre de la cathédrale de Toul, de tout ce que tenait ladite Catherine de son père dans les voueries d'Autreville et Pugneroy, terres de l'évêché de Toul, moyennant 200 francs de Lorraine et de Bar ». Dans un dénombrement du 30 janvier 1549, Didier de Vigneulles est mentionné « écuyer et seigneur de Mesnil ».
La famille de Vigneulles devint seigneur en partie de Ménil-la-Tour avec la famille de Chérisey, ainsi qu'en partie de la ferme du Sart à Trieux, de Lommerange et de Bettainvillers qu'elle vendit vers 1597 à la famille de Serainchamps,.
Didier de Vigneulles eut deux fils : François de Vigneulles, marié à Françoise Pellegrin de Remicourt, auteur d'une branche aînée éteinte en Lorraine au XVIIe siècle et Claude de Vigneulles († avant 1573), marié en premières noces à Anne de La Cour et en deuxièmes noces à Marie de Pillart de Naives, auteur d'une branche fixée au XVIIe siècle au Luxembourg, puis plus tard en Allemagne et subsistante de nos jours[réf. nécessaire].

## Généalogie
Il existe deux propositions d'ascendance de Didier de Vigneulles (né vers 1493) :
Selon Eiflia Illustrata (1844) de Johann Friedrich Schannat, Didier de Vigneulles serait le fils de Claude de Vigneulles et de Renée Dourche et le petit-fils de N. de Vigneulles et de Dominique Dourche.
À l'appui de cette filiation, on peut noter qu'en 1598, Louis de Vigneulles vendit la seigneurie et le vieux château de Montbras  dans la Meuse, qui était passé dans la famille de Vigneulles par héritage de la famille d'Ourches.
Selon la généalogie donnée par l'abbé Génin en 1904 dans le Journal de la Société d'archéologie lorraine, Didier de Vigneulles serait le fils de Jean de Vigneulles, mort vers 1530 et de N. du Haut de Sancy, d'une famille également de la Lorraine.
Contrairement à ce qui a été écrit aux XIXe et XXe siècles, la famille de Vigneulles n'est pas apparentée à la famille de Vigneulles, issue de Philippe Gérard dit Philippe de Vigneulles, anoblie en 1601 par le duc de Lorraine et dont les armes étaient d’or à un triangle ou pointe de diamant de sable, environné de trois raisins de pourpre, feuillés de sinople.

## Filiation
- Didier de Vigneulles et Catherine de Barisey
  - François de Vigneulles († 1593), fils aîné[2],[4],[3] est l'auteur de cette branche. Il épouse Françoise Pellegrin de Remicourt[2],[4],[3], fille de Gabriel Pellegrin, sieur de Remicourt, et de Barbe de Guermange[13].
    - Louis de Vigneulles, cité dès 1578 et mort après 1620[12], seigneur de Maxey-sur-Vaise, de Taillancourt, de l'Isle-en-Bray, de Ménil-la-Tour, fut conseiller d'État et premier chambellan du duc Charles III de Lorraine[14], lieutenant au gouvernement de Toul. Le 1er juillet 1616, il obtient de Louis XIII l'office de gentilhomme de la chambre du roi en récompense des services qu'il lui avait rendus comme lieutenant au gouvernement de Toul[15]. Il épouse le 1er juillet 1578, à Ménil-la-Tour, Nicole de Merlet, veuve de Nicolas de Seraucourt (décédée vers 1603)[16] qui lui apporta la seigneurie de Maxey-sur-Vaise[16]. Le 26 février 1607, au château de Mars-la-Tour, il épouse en secondes noces Claude de Joyeuse, fille de Foucault de Joyeuse, comte de Granpré, dont il n'eut pas d'enfant. L'abbé Génin écrit : « Sur la fin de l'an 1615, Louis 1er de Vigneulles, seigneur de Vigneulles et de Ménil-la-Tour en partie, ayant été probablement invité à fournir des preuves de noblesse pour obtenir la charge de gentilhomme ordinaire de la Chambre du roi de France, fit faire les recherches nécessaires, dont deux actes notariés du 10 décembre 1615 nous ont conservé quelques preuves »[4]. Il fait dresser un acte authentique de reconnaissance de la tombe dans l'église paroissiale Saint-Laurent à Dieulouard de Gabriel Pellegrin, dit de Remicourt, mort le 27 septembre 1546 et de celle dans l'église de Vandelainville de Barbe de Guermange, morte le 21 septembre 1542, épouse de Gabriel Pellegrin. Tous deux père et mère de Françoise Pelegrin de Remicourt qui avait épousé avant 1551 son père François de Vigneulles[4].
      - Gabriel de Vigneulles, prieur d’Aubiey, de l’ordre de Saint Augustin († 1656)[16];
      - Jacques de Vigneulles, seigneur de Saulxures-lès-Vannes, Domjulien et Villars-en-Azois, gouverneur des pays et ville de Toul pour le roi. Marié à Anne de Ficquelmont[16];
      - Antoinette de Vigneulles abbesse cistercienne de l'abbaye Notre-Dame de l'Etanche de 1612 à 1636[16];
      - Françoise de Vigneulles, mariée à Georges de Norry[16];
      - Charles 1er de Vigneulles († 25 novembre 1655[16]), cité dès 1611[12], écuyer, qui devient seigneur de Ménil-la-Tour, de Mauvages, de Maxey-sur-Vaise après la mort de son père Louis 1er. En février 1620, il obtient des lettres de naturalité de Louis XIII. Il est conseiller d'Etat et privé du roi, gentilhomme ordinaire de sa chambre en février 1620. Il est gouverneur (capitaine des châteaux et ville) de Gondrecourt. Il épouse le 20 juillet 1611 à Nancy Anne de Bildstein.
        - Louis II de Vigneulles, seigneur de Maxey-sur-Vaise, capitaine de cavalerie sous les ordres de Lenoncourt, lieutenant de Charles IV de Lorraine. Il disparut en 1636, pendant la guerre de Trente Ans, après s'être rendu à Louis XIII[16],[17].
        - Claude de Vigneulles, tué à Beurey par les Croates, pendant la Guerre de Trente Ans. De son mariage avec Antoinette Le Prud'homme, il n'eut qu'un seul fils et deux filles[17].
          - Charles II de Vigneulles, hérite le 15 avril 1656, de la seigneurie de Maxey-sur-Vaise de son grand-père Charles 1er. Il est cité en mars 1664 lors d'un dénombrement présenté par sa mère et tutrice. Il meurt avant 1672 sans postérité[16],[18].

        - Jean II de Vigneulles, né le 12 août 1613 à Maxey-sur-Vaise, marié en premières noces à Catherine de Cherisey, puis le 6 septembre 1673 à Marguerite Midot, fille de Jean-René, seigneur de Villers, union qui fut plus tard annulée. Il épousa en troisièmes noces Barbe de Lambertye[12]. Il hérita de la seigneurie de Maxey-sur-Vaise au décès de son neveu Charles II. Dernier de sa branche, il n'eut pas de descendance et la seigneurie de Maxey passa au fils de François Le Camus et de Nicole de Vigneulles[16],[17],[19].

  - Claude de Vigneulles,  écuyer, seigneur en partie du Sart, de Ménil-la-Tour, de Bettainvillers, de Trieux, d'Anderny et de Lommerange, est l'auteur de cette branche. Il épousa Marie de Pillart de Naives[6] qui est indiquée comme sa veuve en 1573[20].
    - Louis de Vigneulles, marié à Christine de La Tour.
      - Claude de Vigneulles, marié à Claudine de Jussy[21].
        - Adrien de Vigneulles du Sart[22], décédé en 1651 à Boulay, seigneur de Villers-les-Prud'homme en partie, de Vintrange, d'Ourches et d'Hamonville. Il épousa Suzanne de Niedbruck[1]. Il est cité le 29 juin 1626 : « rémission pour homicide à Vallerange »[23].
        - Claude de Vigneulles du Sart. En 1618, il achèta avec sa femme Charlotte-Gabrielle de Forvye la moitié de la dîme de Bérig à Charles-Alexandre et Ernest de Croÿ pour 9 138 francs de Lorraine[24],[25].
          - Jacques-Gabriel de Vigneulles du Sart, seigneur de Vintrange. Mort avant 1657, il épousa Claudia de Piesport et en eut deux filles dont Catherine-Marguerite de Vigneulles du Sart (décédée en 1705 à Morhange) qui épousa en janvier 1670 Jean-David Brem, receveur du Comté de Morhange[26].
          - François-Philippe de Vigneulles du Sart,  seigneur en partie de Freistroff et de Mussy-l'Évêque. Il épousa en 1656 Susanna von Walhorn[1]. « En 1673, il est encore qualifié de seigneur de Freistroff dans un acte de partage établi à Freistroff pour la succession de son père, Claude de Vigneulles, seigneur de Vintrange ».

        - Bartholomé de Vigneulles du Sart, né vers 1615[21], et qui épousa Maria von Hart[21],[9]. En 1650, son père Claude lui laissa tous les biens qu'il possédait à Ihn et Rammelfangen. C'est cependant à Thionville, à l'époque luxembourgeoise, qu'il vécut[1].
          - Jean-Nicolas du Sart de Vigneulles, né avant 1643 probablement à Thionville et mort le 19 janvier 1713 à Sarrelouis, où il fut inhumé dans l'église paroissiale Saint-Louis[27], fils de Bartholomé de Vigneulles du Sart et de Maria von Hart[21]. En 1660, il était capitaine de cavalerie à Saint-Wendel. De 1670 à 1675, il fut bailli de Puttelange-aux-Lacs. Il épousa le 5 avril 1660 à Saint-Wendel Anna-Margareta Burglonius († 1662) et en secondes noces le 28 août 1668 à Wallerfangen Anne-Christine Sellier (alias de Sellier) (1641-1721)[27].
            - Alexandre du Sart de Vigneulles (1682-1758), seigneur de Rammelfangen, de Buweiler et Gisingen[28], devint seigneur de Bickendorf (alors luxembourgeoise) par son mariage en août 1707 avec Anna-Maria von Veyder[21].
              - Jean-Henri du Sart de Vigneulles (1720-1800), seigneur de Bickendorf, fut prévôt du comte de Lannoy au château de Hamm[1]. Il fit construire le manoir actuel de Bickendorf[1]. Il épousa, le 28 novembre 1747, Anne-Marie Forget de Barst et en eut de nombreux enfants[29]. Ses filles Charlotte (1753-1820), Marie Anne († 1845) et Odile († 1831) furent les dernières religieuses de l'abbaye cistercienne Sankt Thomas an der Kyll à Sankt Thomas, sécularisée en 1802. Le lieu avait été surnommé Dusarenberg[30].
                - Pierre-Alexandre du Sartz de Vigneulles (1755-1828) fut prévôt au château de Hamm, où il s'installa avant la Révolution française[1]. Il épousa, en janvier 1782, Marie-Sophie-Philippine de Baring dont il eut 12 enfants : Benignus, Felix, Karl-Ernst, Philipp, Jacob, Heinrich, Ernst, Joseph et 4 filles[21],[29].
                  - Joseph Ernst Benignus du Sartz de Vigneulles (1782-1846), l'aîné, garde forestier et propriétaire terrien, vécut à Schleid. Il épousa, le 23 octobre 1822, Maria Kraemer et ils eurent treize enfants[1].
                  - Karl-Ernst du Sartz de Vigneulles (1787-1863), seigneur de Bickendorf, il possédait encore Bickendorf en 1829[1]. Le 14 août 1827, sa noblesse fut reconnue par la Prusse et, en 1829, il fut inscrit au registre des nobles de la province rhénane sous le no 66[21]. Il épousa le 30 juillet 1819 Victoire-Françoise-Madeleine Desquiotz (des Guiots) dont il eut Nikolaus-Joseph (1825-1892), marié à Katharina Bohnen, et Cäcilia-Scholastika[1], mère de Karl Ernst Schrod (1841-1914), évêque titulaire de Basilinopolis et évêque auxiliaire de Trèves[31]. Son fils Nikolaus (1825-1892) resta jusqu'à 1860 au château de Bickendorf qu'il vendit par la suite[1].
                  - Johann-Jakob du Sartz de Vigneulles (1790-1841). Il épousa, le 29 décembre 1832, Viktoria de Waha[1]. Sa branche est éteinte. L'un de ses petits-fils fut Adolphe du Sartz de Vigneulles, mort en 1943 à Holling[32].
                    - Nikolaus du Sartz de Vigneulles (1837-1909) épousa Maria Ludwina Pfeiffer. De ce mariage naquirent trois enfants[1].
                      - Heinrich du Sartz de Vigneulles (1869-1944) épousa Joséphine-Barbara Herrmann mais sa branche s'éteignit.

                  - Ernst du Sartz de Vigneulles (1798-1871)[1]. Il hérita en 1851 du domaine de Rammelfangen, devenu entre-temps la possession de la famille de Koeler, et fit bâtir le manoir qui se trouve actuellement Landstraße[33]. Il ne se maria pas et, en 1871, le château passa par héritage à son neveu Nikolaus qui s'y installa[1]. Le château fut vendu aux enchères. Ernst eut deux enfants naturels[1].

### Subsistance à l'époque contemporaine
Seule la branche cadette du Sartz de Vigneulles subsiste de nos jours.
Les membres actuels de la famille sont pour une majeure partie des descendants de Joseph Ernst Benignus du Sartz de Vigneulles dont la plupart vit en Allemagne. Les descendants de son fils Karl Ernst (1826-1872) se sont installés aux États-Unis à Chicago en 1882. Ceux de son fils Jakob (1839-1909) et de son petit-fils Jacques (1869-1942) se sont réinstallés en Lorraine.
Une autre descendance de la famille acquit la nationalite française en 1927 en la personne d'Adolphe du Sartz de Vigneulles, agriculteur, né le 19 janvier 1868 à Hof Mellich (Arenrath) et demeurant alors à Holling, naturalisé français par décret du 11 mai 1927.
Il reste également en Allemagne des descendants de Karl Ernst et d'Ernst, frères cadets de Joseph Ernst Benignus. Pour ce dernier, il s'agit d'une descendance naturelle.

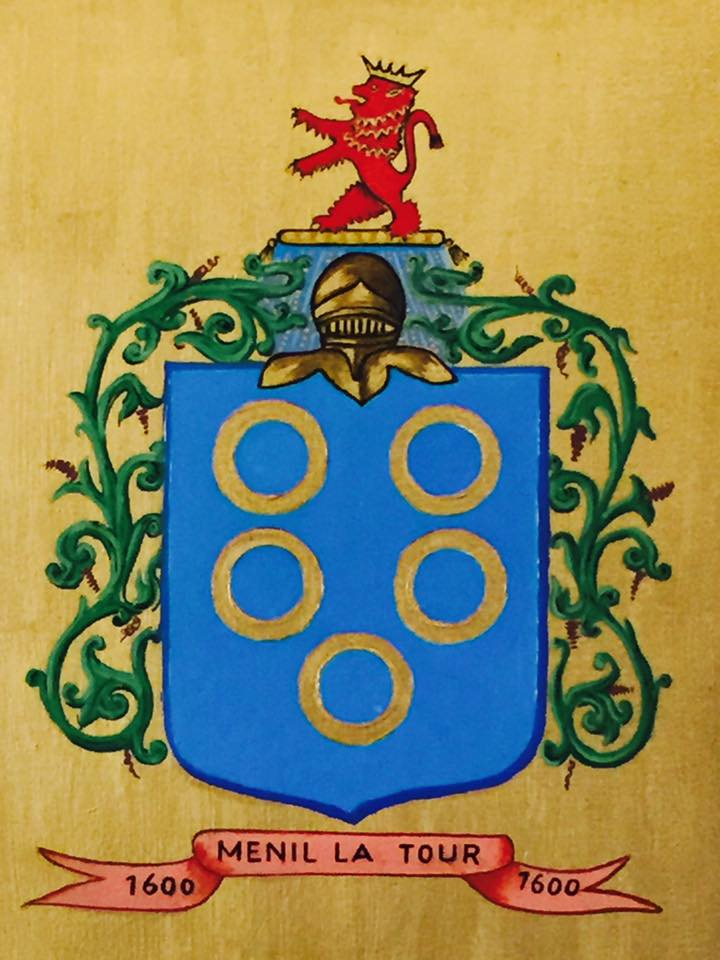
D'azur à cinq annelets d'argent, posés 2 sur 2 sur 1 ou en sautoir

## Armes
Les armes de la famille de Vigneulles sont d'azur à cinq annelets d'argent posés 2-2-1.
La branche cadette passée au Luxembourg puis en Allemagne a porté des armoiries similaires mais avec des variations de couleurs des métaux et émaux : d’argent à cinq annelets de gueules posés 2 – 2 – 1, avec pour cimier un lion naissant couronné d’or, armé et lampassé de gueules.
Dans l'église de Bickendorf, une dalle funéraire fait apparaître les armes familiales associées à celles de la famille von Veyder. Elles apparaissent également au-dessus de la porte du château de Bickendorf ainsi que sur le blason communal de Rammelfangen, anciennes seigneuries qui ont appartenu par héritage à la famille du Sartz de Vigneulles.

## Noblesse
La famille du Sartz de Vigneulles est une famille de noblesse d'extraction de l'ancien duché de Lorraine.
Louis de Vigneulles, seigneur de Maxey (branche aînée éteinte), est admis aux assises des États de Lorraine en tant que « pair fiefvé »,, qualification que l'on donnait aux nobles admis aux assises des États de Lorraine pour les distinguer de la chevalerie, mais qui y jouissaient des mêmes privilèges.
Le même Louis de Vigneulles, seigneur de Maxey, conseiller d'État et premier chambellan du duc de Lorraine obtint en juillet 1616 de Louis XIII l'office de gentilhomme de la chambre du roi en récompense des services qu'il lui avait rendus comme lieutenant au gouvernement de Toul.
Lors de l'anoblissement en 1725 de Christophe Brem, receveur du comté de Morhange, le duc Léopold Ier de Lorraine mentionne sa mère Catherine de Vigneulles du Sart comme étant « d'une famille noble et ancienne ».
Carl-Ernst du Sartz de Vigneulles (branche cadette) a été reconnu de noblesse lorraine en Prusse le 14 août 1827.
La famille fait partie de l'A.N.F depuis 2024.

## Galerie

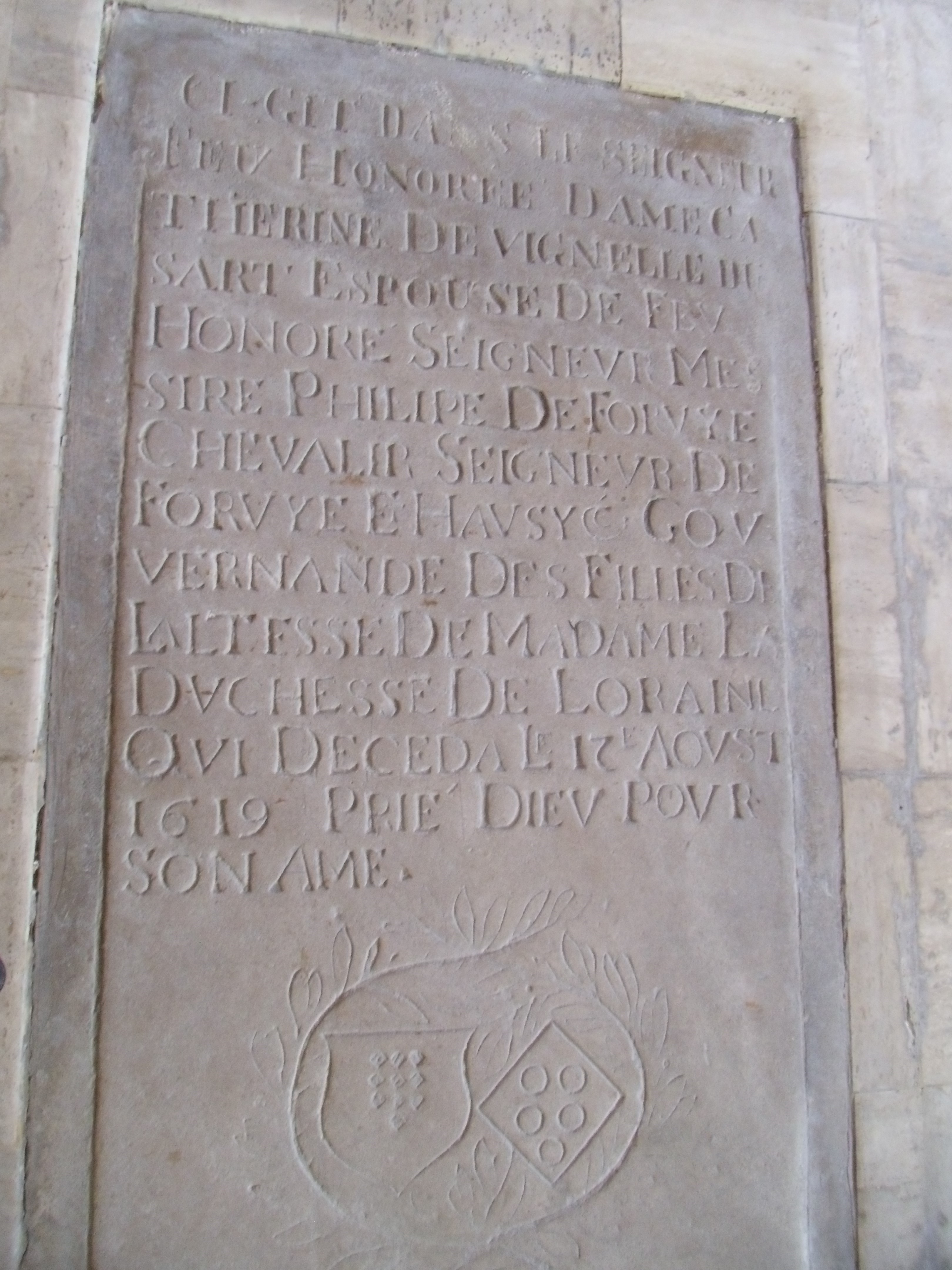
Pierre tombale dans l'église de Bérig-Vintrange de Catherine de Vigneulles du Sart, épouse de Philippe de Forvye, gouvernante des filles de la duchesse de Lorraine, morte le 17 août 1619
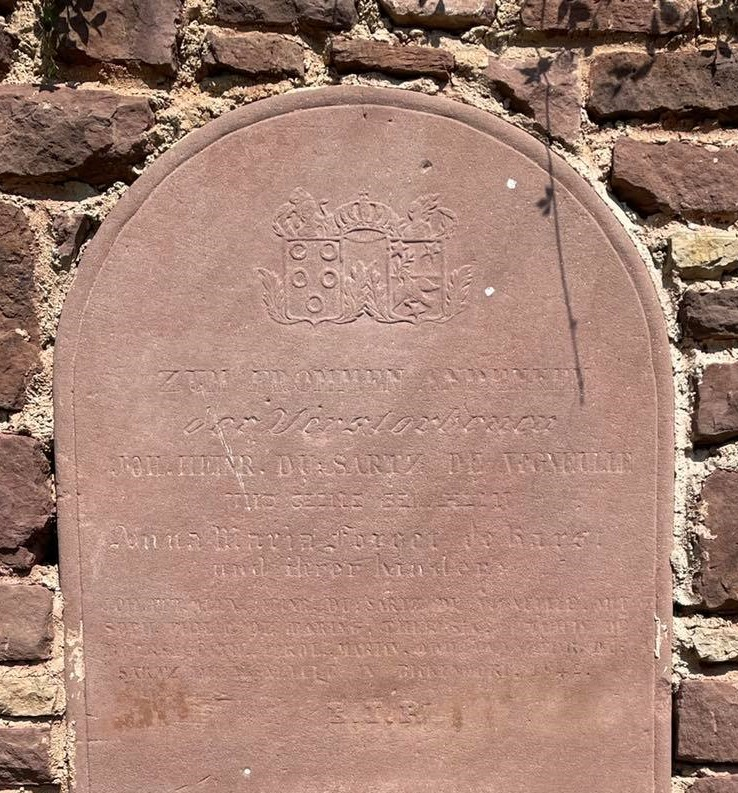
Plaque en mémoire de Jean-Henri du Sartz de Vigneulles et Anne-Marie Forget de Barst à Bickendorf
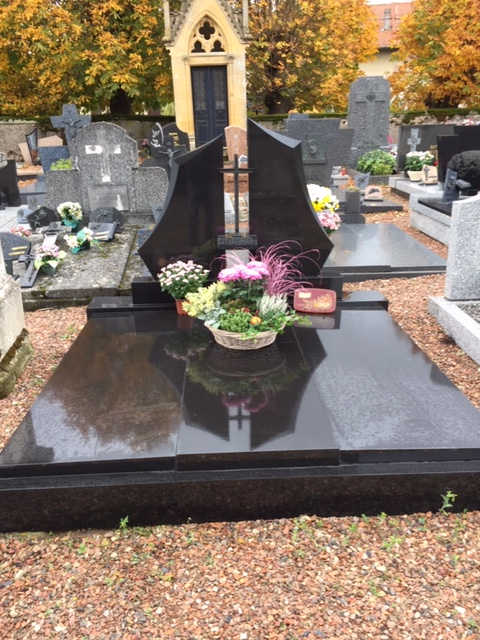
Tombe de la famille du Sartz de Vigneulles à Thicourt

## Principales alliances
Les principales alliances de la famille de Vigneulles sont,,, : d'Ourches, du Haut de Sancy, de Barisey, Pellegrin de Remicourt, des Armoises de Jaulny, de Merlet, de Bildstein, de Chérisey, de Ficquelmont, de Norroy, Pillart de Naives, Le Prud'homme, de Jussy, von Hart, de Sellier (1668), von Veyder (1707), Forget de Barst (1747), de Forvye (1618), de Piesport, de Gans, de Roucy (1682).

## Châteaux

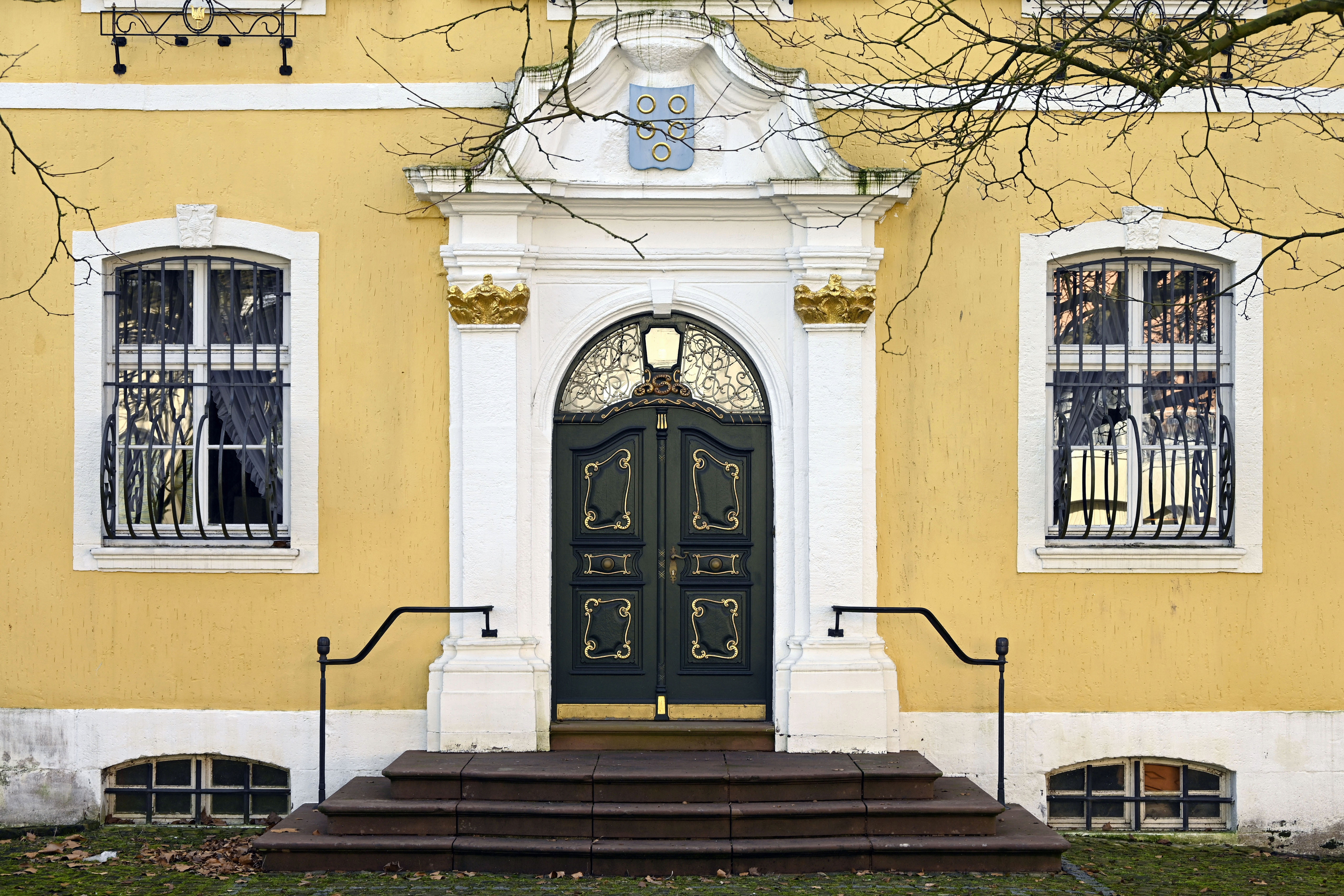
Entrée du manoir de Bickendorf avec les armoiries de la famille du Sartz de Vigneulles

- Le château de Lognon que la famille du Sartz de Vigneulles a fait construire mais qui a été détruit pendant la Guerre de Trente Ans[41].
- Le château de Montbras[10].
- Le château de Mauvages[42].
- L'ancien château et le manoir actuel de Rammelfangen[43].Manoir de Rammelfangen

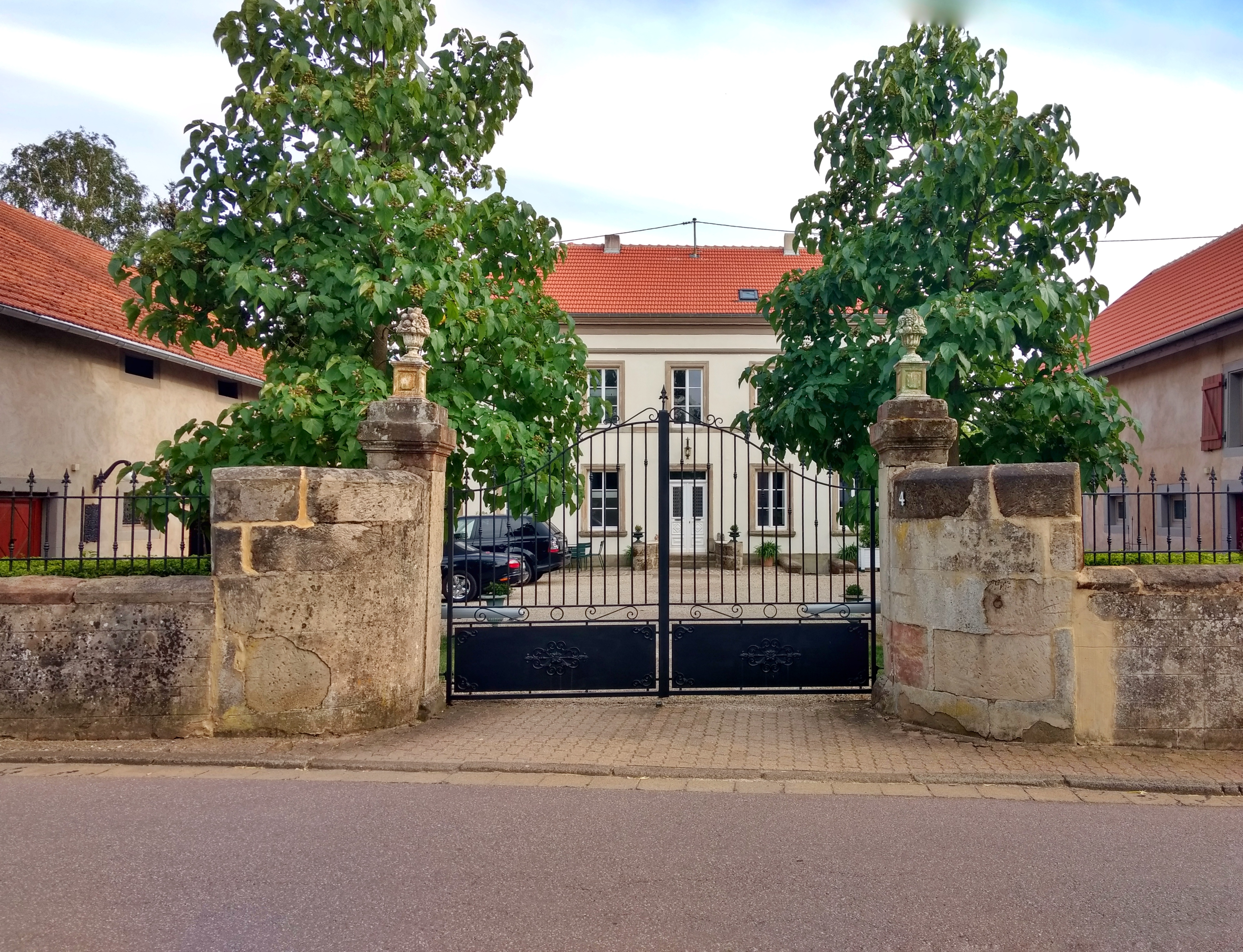
Manoir de Rammelfangen

- Le manoir de Bickendorf[44].